# اچ‌ام‌اس الیگیتر (۱۷۸۷)
اچ‌ام‌اس الیگیتر (۱۷۸۷) (به انگلیسی: HMS Alligator (1787)) یک کشتی بود که طول آن ۱۲۰ فوت ۶ اینچ (۳۶٫۷ متر) بود. این کشتی در سال ۱۷۸۷ ساخته شد.